# 杜波伊斯 (內布拉斯加州)
杜波伊斯（英語：Du Bois）是位於美國內布拉斯加州波尼縣的村。

## 人口
根據2020年美國人口普查的數據，杜波伊斯的面積為1.18平方千米，皆為陸地。當地共有人口124人，而人口密度為每平方千米105人。